# William Haines
Charles William Haines (Staunton, 2 januari 1900 – Santa Monica, 26 december 1973) was een Amerikaans acteur in de periode van de stomme film, en binnenhuisarchitect.

## Filmcarrière
Haines werd geboren in een welvarende familie. Desondanks liep hij weg van huis toen hij 14 jaar oud was en verhuisde hij naar New York.
Nadat hij een talentenwedstrijd won, verhuisde hij in 1922 naar Hollywood, waar hij voor een aantal jaren figurantenrollen kreeg in films bij Metro-Goldwyn-Mayer. Hij groeide echter al snel uit tot een acteur op de voorgrond en in 1925 was hij MGM's meest veelbelovende acteur. Door zijn gevoel voor humor, dat terug te zien was in zijn films, kreeg hij een groot aantal fans.
Haines was tegenover verscheidene grootheden te zien, waaronder Mary Pickford, Joan Crawford, Constance Bennett en Marion Davies. Hij maakte een succesvolle transactie naar de geluidsfilm en al zijn films tussen 1928 en 1932 werden een groot succes.

## Homoseksualiteit
Haines leefde openlijk als een homoseksueel en kreeg in 1926 een serieuze relatie met Jimmy Shields. Zijn geaardheid werd door de studio lang geheimgehouden.
In 1933 werd Haines samen met een matroos gearresteerd in een YMCA. Louis B. Mayer, het hoofd van MGM, vond Haines' persoonlijke leven ongepast als ster en dwong hem te kiezen tussen een vals huwelijk met een vrouw of zijn ervaring met mannen. Haines koos voor Jimmy Shields. Ze bleven samen 50 jaar lang bij elkaar.
Haines maakte nog enkele films voor een andere studio, maar ging al snel met pensioen.

## Binnenhuisarchitect
Haines en Shields begonnen samen een carrière als binnenhuisarchitecten. Ze werden enorm succesvol en kregen bekende klanten, onder wie Joan Crawford, Gloria Swanson, Carole Lombard, Marion Davies en George Cukor.
Hun leven veranderde in 1936 drastisch toen een paar leden van de Ku Klux Klan hen mishandelden. Bekende acteurs en actrices onder wie Crawford, Claudette Colbert, George Burns, Gracie Allen, Kay Francis en Charles Boyer moedigden het koppel aan de mishandeling te melden bij de politie. Davies vroeg aan magnaat William Randolph Hearst of hij de boosdoeners wilde aanklagen. Haines en Shields kozen ervoor niets te doen.
Het koppel ging met pensioen in de jaren 70. Haines stierf op 26 december 1973 in Santa Monica aan longkanker. Dit gebeurde slechts een week voor zijn vierenzeventigste verjaardag. Shields kon Haines' dood niet aan en nam een overdosis pillen. Dit overleefde hij niet.

## Filmografie
| - Brothers Under the Skin (1922) - Souls for Sale (1923) - Three Wise Fools (1923) - Three Weeks (1924) - True As Steel (1924) - The Midnight Express (1924) - The Gaiety Girl (1924) - Wine of Youth (1924) - Circe, the Enchantress (1924) - So This Is Marriage? (1924) - The Wife of the Centaur (1924) - A Fool and His Money (1925) - Who Cares (1925) - The Denial (1925) - A Slave of Fashion (1925) - Fighting the Flames (1925) - The Tower of Lies (1925) - Little Annie Rooney (1925) - Sally, Irene and Mary (1925) - Mike (1926) - The Thrill Hunter (1926) - Memory Lane (1926) - Brown of Harvard (1926) - Lovey Mary (1926) | - Tell It to the Marines (1926) - A Little Journey (1927) - Slide, Kelly, Slide (1927) - Spring Fever (1927) - West Point (1928) - The Smart Set (1928) - Telling the World (1928) - Excess Baggage (1928) - Show People (1928) - Alias Jimmy Valentine (1928) - The Duke Steps Out (1929) - A Man's Man (1929) - Speedway (1929) - Navy Blues (1929) - The Girl Said No (1930) - Way Out West (1930) - Remote Control (1930) - A Tailor Made Man (1931) - Just a Gigolo (1931) - New Adventures of Get Rich Quick Wallingford (1931) - Are You Listening? (1932) - Fast Life (1932) - Young and Beautiful (1934) - The Marines Are Coming (1934) |

- Biblioteca Nacional de España: XX5572362
- Bibliothèque nationale de France: cb16678574b (data)
- Gemeinsame Normdatei: 120640813
- International Standard Name Identifier: 0000 0000 6656 2242
- Library of Congress Control Number: n85151890
- Nationale Bibliotheek van Israël: 987007604583405171
- Nederlandse Thesaurus van Auteursnamen: 071009078
- SNAC: w6q269qf
- Système universitaire de documentation: 108979067
- Union List of Artist Names: 500110467
- Virtual International Authority File: 2733266
- WorldCat: E39PBJwp43hX34YGfryPjQ7JXd